# FK Ufa
Az FK Ufa (oroszul: ФК «Уфа) egy orosz labdarúgócsapat Ufában, jelenleg az orosz első osztályban szerepel. A klubot 2010-ben alapították.

## Története
Bajnoki szereplésüket a harmadosztályban kezdték, ahonnan egy év után sikerült magasabb osztályba lépniük. 2012 és 2014 között a másodosztályban szerepeltek , majd 2014-2015-ben az első osztályban indulhattak. A bajnokság végén a tizenkettedik helyet érték el.

## Fordítás
- Ez a szócikk részben vagy egészben  a   FC Ufa című angol Wikipédia-szócikk fordításán alapul.  Az eredeti cikk szerkesztőit annak laptörténete sorolja fel. Ez a jelzés csupán a megfogalmazás eredetét és a szerzői jogokat jelzi, nem szolgál a cikkben szereplő információk forrásmegjelöléseként.